# Estables
Estables är en kommun i departementet Lozère i regionen Occitanien i södra Frankrike. Kommunen ligger i kantonen Saint-Amans som tillhör arrondissementet Mende. År 2018 hade Estables 166 invånare.

## Befolkningsutveckling
Antalet invånare i kommunen Estables
| Referens: INSEE |